# Escharoides bidenkapi
Escharoides bidenkapi is een mosdiertjessoort uit de familie van de Exochellidae. De wetenschappelijke naam van de soort is, als Eschara bidenkapi, voor het eerst geldig gepubliceerd in 1946 door Kluge.